# Damernas individuella tävling i modern femkamp vid olympiska sommarspelen 2000
Damernas tävling i de olympiska fäktningstävlingarna 2000 i Sydney avgjordes den 1 oktober.

## Medaljörer
| Gren  | Guld                          | Silver           | Brons                       |
| Damer | Stephanie Cook Storbritannien | Emily deRiel USA | Kate Allenby Storbritannien |

## Resultat
| Placering | Femkampare                   | Skytte Resultat (poäng) | Fäktning Vinster (poäng) | Simning Tid (poäng) | Ridning Straff (poäng) | Löpning Tid (poäng) | Totalt |
| --------- | ---------------------------- | ----------------------- | ------------------------ | ------------------- | ---------------------- | ------------------- | ------ |
| 1         | Stephanie Cook (GBR)         | 178 (1072)              | 10 (760)                 | 2:26,28 (1138)      | 60 (1040)              | 10:03,16 (1308)     | 5318   |
| 2         | Emily de Riel (USA)          | 185 (1156)              | 11 (800)                 | 2:21,88 (1182)      | 30 (1070)              | 10:54,56 (1102)     | 5310   |
| 3         | Kate Allenby (GBR)           | 175 (1036)              | 14 (920)                 | 2:20,93 (1191)      | 60 (1040)              | 10:58,71 (1086)     | 5273   |
| 4         | Mary Beth Iagorashvili (USA) | 169 (964)               | 15 (960)                 | 2:19,51 (1205)      | 60 (1040)              | 11:30,29 (960)      | 5129   |
| 5         | Paulina Boenisz (POL)        | 177 (1060)              | 11 (800)                 | 2:27,96 (1121)      | 60 (1040)              | 11:00,66 (1078)     | 5099   |
| 6         | Zhanna Shubianok (BLR)       | 179 (1084)              | 12 (840)                 | 2:25,89 (1142)      | 90 (1010)              | 11:17,89 (1010)     | 5086   |
| 7         | Yelizaveta Suvorova (RUS)    | 180 (1096)              | 15 (960)                 | 2:28,39 (1117)      | 273 (827)              | 11:01,37 (1076)     | 5076   |
| 8         | Jeļena Rubļevska (LAT)       | 169 (964)               | 15 (960)                 | 2:29,07 (1110)      | 145 (955)              | 11:04,81 (1062)     | 5051   |
| 9         | Claudia Cerutti (ITA)        | 178 (1072)              | 11 (800)                 | 2:17,18 (1229)      | 97 (1003)              | 11:39,90 (922)      | 5026   |
| 10        | Caroline Delemer (FRA)       | 161 (868)               | 15 (950)                 | 2:26,40 (1136)      | 120 (980)              | 11:05,62 (1058)     | 4992   |
| 11        | Tetiana Nakaznaya (UKR)      | 175 (1036)              | 11 (800)                 | 2:24,12 (1159)      | 184 (916)              | 11:03,87 (1066)     | 4977   |
| 12        | Florence Dinichert (SUI)     | 184 (1144)              | 11 (800)                 | 2:38,18 (1019)      | 150 (950)              | 11:10,38 (1040)     | 4953   |
| 13        | Tatiana Mouratova (RUS)      | 177 (1060)              | 11 (800)                 | 2:27,86 (1122)      | 60 (1040)              | 11:41,86 (914)      | 4936   |
| 14        | Kitty Chiller (AUS)          | 172 (1000)              | 10 (760)                 | 2:25,84 (1142)      | 60 (1040)              | 11:34,02 (944)      | 4886   |
| 15        | Zsuzsanna Vörös (HUN)        | 173 (1012)              | 11 (800)                 | 2:15,82 (1242)      | 270 (830)              | 11:24,69 (982)      | 4866   |
| 16        | Dorota Idzi (POL)            | 167 (940)               | 12 (840)                 | 2:22,78 (1173)      | 192 (908)              | 11:55,09 (860)      | 4721   |
| 17        | Jeanette Malm (SWE)          | 170 (976)               | 8 (680)                  | 2:19,70 (1203)      | 216 (884)              | 11:34,26 (944)      | 4687   |
| 18        | Karina Gerber (RSA)          | 166 (928)               | 9 (720)                  | 2:29,13 (1109)      | 60 (1040)              | 12:05,38 (820)      | 4617   |
| 19        | Pernille Svarre (DEN)        | 161 (868)               | 7 (640)                  | 2:29,94 (1101)      | 398 (702)              | 10:22,56 (1230)     | 4541   |
| 20        | Wang Jinlin (CHN)            | 174 (1024)              | 10 (760)                 | 2:29,51 (1105)      | 321 (779)              | 12:04,76 (822)      | 4490   |
| 21        | Elena Reiche (GER)           | 174 (1024)              | 11 (800)                 | 2:27,51 (1125)      | 493 (607)              | 12:23,49 (748)      | 4302   |
| 22        | Katalin-Beat Partics (GRE)   | 184 (1144)              | 9 (720)                  | 2:21,21 (1188)      | DNF (0)                | 12:48,26 (648)      | 3700   |
| 23        | Nóra Simóka (HUN)            | 182 (1120)              | 11 (800)                 | 2:27,87 (1122)      | DNF (0)                | DNS (0)             | 3042   |
| 24        | Fabiana Fares (ITA)          | 161 (868)               | 13 (880)                 | 2:28,56 (1115)      | DNF (0)                | DNS (0)             | 2863   |